# Los restos del naufragio
Los restos del naufragio è un film del 1978 diretto da Ricardo Franco.